# 馮右京
馮右京，字左知，山西代州人。清初政治人物。

## 生平
馮右京於順治四年（1647年）中式丁亥科二甲第十八名進士。選庶吉士，散館改山東道監察御史，官至湖廣荊西道。

## 外部連結
- 代縣古墓葬